# Liste der Bodendenkmäler in Buttenwiesen
Auf dieser Seite sind die Bodendenkmäler in der schwäbischen Gemeinde Buttenwiesen zusammengestellt. Diese Tabelle ist eine Teilliste der Liste der Bodendenkmäler in Bayern. Grundlage ist die Bayerische Denkmalliste, die auf Basis des Bayerischen Denkmalschutzgesetzes vom 1. Oktober 1973 erstmals erstellt wurde und seither durch das Bayerische Landesamt für Denkmalpflege geführt wird. Die folgenden Angaben ersetzen nicht die rechtsverbindliche Auskunft der Denkmalschutzbehörde.

## Bodendenkmäler in Buttenwiesen
| Lage       | Objekt | Akten-Nr.     | Bild         |
| ---------- | --- | ------------- | ------------ |
| (Standort) | Grabhügel vorgeschichtlicher Zeitstellung. | D-7-7330-0011 |              |
| (Standort) | Straße der römischen Kaiserzeit. | D-7-7330-0012 |              |
| (Standort) | Straße der römischen Kaiserzeit. | D-7-7330-0014 |              |
| (Standort) | Grabhügel vorgeschichtlicher Zeitstellung. | D-7-7330-0015 |              |
| (Standort) | Kastell der römischen Kaiserzeit. | D-7-7330-0017 |              |
| (Standort) | Siedlung der römischen Kaiserzeit. | D-7-7330-0018 |              |
| (Standort) | Kastell der römischen Kaiserzeit und Abschnittsbefestigung des Mittelalters.                                                                   | D-7-7330-0019 |              |
| (Standort) | Grabhügel der Hallstattzeit. | D-7-7330-0020 |              |
| (Standort) | Grabhügel der Hallstattzeit. | D-7-7330-0022 |              |
| (Standort) | Straße der römischen Kaiserzeit. | D-7-7330-0023 |              |
| (Standort) | Grabhügel vorgeschichtlicher Zeitstellung. | D-7-7330-0026 |              |
| (Standort) | Grabhügel vorgeschichtlicher Zeitstellung. | D-7-7330-0027 |              |
| (Standort) | Siedlung vor- und frühgeschichtlicher Zeitstellung.                                                                                            | D-7-7330-0031 |              |
| (Standort) | Siedlung vor- und frühgeschichtlicher Zeitstellung.                                                                                            | D-7-7330-0032 |              |
| (Standort) | Grabhügel vorgeschichtlicher Zeitstellung. | D-7-7330-0033 |              |
| (Standort) | Straßentrasse vor- und frühgeschichtlicher Zeitstellung.                                                                                       | D-7-7330-0034 |              |
| (Standort) | Straßentrasse vor- und frühgeschichtlicher Zeitstellung.                                                                                       | D-7-7330-0039 |              |
| (Standort) | Grabhügel vorgeschichtlicher Zeitstellung. | D-7-7330-0059 |              |
| (Standort) | Grabenwerk vor- und frühgeschichtlicher Zeitstellung.                                                                                          | D-7-7330-0060 |              |
| (Standort) | Siedlung vor- und frühgeschichtlicher Zeitstellung.                                                                                            | D-7-7330-0061 |              |
| (Standort) | Siedlung vor- und frühgeschichtlicher Zeitstellung.                                                                                            | D-7-7330-0062 |              |
| (Standort) | Kreisgraben vor- und frühgeschichtlicher Zeitstellung.                                                                                         | D-7-7330-0187 |              |
| (Standort) | Mittelalterliche und frühneuzeitliche Befunde im Bereich der katholischen Pfarrkirche St. Leonhard in Buttenwiesen.                            | D-7-7330-0200 |              |
| (Standort) | Frühneuzeitliche Befunde im Bereich der ehemaligen Synagoge von Buttenwiesen und ihrer Vorgängerbauten, darunter Mikwe und jüdischer Friedhof. | D-7-7330-0202 | Bodendenkmal |
| (Standort) | Mittelalterliche und frühneuzeitliche Befunde im Bereich der katholischen Pfarrkirche St. Stefan in Lauterbach.                                | D-7-7330-0206 |              |
| (Standort) | Frühneuzeitliche Befunde im Bereich der katholischen Kapelle Hl. Dreifaltigkeit.                                                               | D-7-7330-0207 | Bodendenkmal |
| (Standort) | Brandgräber der Urnenfelderzeit. | D-7-7330-0210 |              |
| (Standort) | Mittelalterliche und frühneuzeitliche Befunde im Bereich der katholischen Pfarrkirche St. Martin in Pfaffenhofen an der Zusam.                 | D-7-7330-0212 | Bodendenkmal |
| (Standort) | Mittelalterliche und frühneuzeitliche Befunde im Bereich der katholischen Pfarrkirche Mariä Himmelfahrt.                                       | D-7-7330-0217 |              |
| (Standort) | Siedlung der Römischen Kaiserzeit. | D-7-7330-0226 |              |
| (Standort) | Siedlung der Latènezeit und des Mittelalters.                                                                                                  | D-7-7330-0227 |              |
| (Standort) | Frühmittelalterliches Reihengräberfeld. | D-7-7330-0230 |              |
| (Standort) | Straße der römischen Kaiserzeit. | D-7-7330-0233 |              |
| (Standort) | Mittelalterliche und frühneuzeitliche Befunde im Bereich der Kapellenwüstung                                                                   | D-7-7330-0240 |              |
| (Standort) | Siedlung vor- und frühgeschichtlicher Zeitstellung.                                                                                            | D-7-7430-0022 |              |
| (Standort) | Siedlung vor- und frühgeschichtlicher Zeitstellung.                                                                                            | D-7-7430-0024 |              |
| (Standort) | Siedlung vor- und frühgeschichtlicher Zeitstellung.                                                                                            | D-7-7430-0025 |              |
| (Standort) | Straße der römischen Kaiserzeit. | D-7-7430-0031 |              |
| (Standort) | Mittelalterliche und frühneuzeitliche Befunde im Bereich der katholischen Filialkirche St. Johannes der Täufer.                                | D-7-7430-0085 |              |
| (Standort) | Mittelalterliche und frühneuzeitliche Befunde im Bereich der katholischen Pfarrkirche St. Nikolaus in Oberthürheim.                            | D-7-7430-0088 | Bodendenkmal |
| (Standort) | Mittelalterliche und frühneuzeitliche Befunde im Bereich der katholischen Pfarrkirche St. Anna in Frauenstetten.                               | D-7-7430-0093 |              |
| (Standort) | Siedlung der Hallstattzeit. | D-7-7430-0094 |              |
| (Standort) | Mittelalterliche und frühneuzeitliche Befunde im Bereich der katholischen Filialkirche St. Georg in Wortelstetten.                             | D-7-7430-0096 |              |